# سيلان اللعاب
سيلان اللعاب (بالإنجليزية: Drooling)‏ هو تدفق اللعاب خارج الفم، ومن الممكن أن يكون السبب هو الإفراز الزائد للعاب، أو عدم القدرة على الاحتفاظ باللعاب داخل الفم، أو قد يكون هناك مشاكل بالبلع (مثل: عسر البلع أو البلع المؤلم).
وهناك أيضًا حالات متكررة وغير مؤذية قد تحدث لسيلان اللعاب؛ بسبب وضع جل للفم أو عند الذهاب لطبيب الأسنان. ويعتبر سيلان اللعاب عند الرضع والأطفال الأصحاء حالة طبيعية، وغالبًا لا تكون علامة على أن هناك مرض أو مضاعفات بل من الممكن أن يكون له علاقة بالتسنين. وقد يكون سيلان اللعاب في بعض الرضع والأطفال الصغار؛ بسبب عدوى الجهاز التنفسي العلوي وحساسية الأنف.
وتزداد مخاطر استنشاق اللعاب، أو الأكل، أو السوائل داخل الرئة في الناس الذين لديهم سيلان اللعاب، وخاصةً إذا كان سيلان اللعاب ناتجًا عن مشكلات عصبية. ومع ذلك، إذا كانت ردود فعل الجسم الطبيعية (كالسعال ورد الفعل البلعومي) موجودة ولا يوجد بها خلل، يعتبر سيلان اللعاب حالة غير مهددة للحياة.

## الأسباب
قد يحدث سيلان اللعاب من الفم أثناء النوم، ويكون ذلك عادة بسبب وضعية الفم المفتوحة الناتجة من تعاطي الأدوية المثبطة للجهاز العصبي المركزي أو بسبب النوم على جهة واحدة. وقد لا يتجمع اللعاب في نهاية الحلق لينشئ بذلك عملية البلع لتصريف اللعاب، مما يؤدي لسيلان اللعاب أثناء النوم.
وتشمل الأسباب الأخرى:
- السكتة الدماغية والأمراض العصبية أخرى
- التخلف العقلي
- الزائدة الأنفية
- الشلل الدماغي[1]
- التصلب الجانبي الضموري
- ورم في الأجزاء العلوية للجهاز الهضمي والجهاز التنفسي
- مرض باركنسون[2]
- داء الكلب
- التسمم بالزئبق

وقد يكون سيلان اللعاب المرتبط بارتفاع في حرارة الجسم أو سوء البلع علامة لوجود عدوى مرضية منها:
- الخراج خلف البلعوم
- الخراج بجانب اللوزتين
- التهاب اللوزتين
- كثرة الوحيدات العدوائية
- التهاب البلعوم العقدي
- التمارين البدنية خصوصا النشاطات القلبية، والتي يمكن أن تسبب تراكم الكثير من اللعاب داخل الفم، مما يسبب صعوبة في التنفس.

وقد يدل الحدوث المفاجئ لسيلان اللعاب على التسمم (خاصة بالمبيدات الحشرية أو الزئبق) أو ردة فعل لسم ثعبان أو حشرة. وقد تسبب بعض الأدوية سيلان اللعاب، مثل: الجل الفموي الذي يعمل على تخفيف الألم عبر تخدير طبقة اللثة الخارجية. كما تؤدي بعض المشاكل العصبية وزيادة الكابسيسين (المركب النشط في الفلفل الحار) إلى سيلان اللعاب.

## العلاج
تعتمد خطة العلاج الشاملة على المسببات، وتتضمن عدة مراحل من الرعاية، مثل: تصحيح الأسباب القابلة للانعكاس، وتعديل السلوك، والعلاج الطبي، والإجراءات الجراحية.
وتستخدم أقراص كبريتات الأتروبين في بعض الظروف لتقليل اللعاب. ونفس الشيء بالنسبة للأدوية المضادة للكولين، التي يمكن أن تكون ذات فائدة؛ لأنها تقلل من نشاط مستقبلات المسكارين للأستيل كولين، وبالتالي تقلل اللعاب. ويمكن وصفها من قِبَل الأطباء بالتزامن مع إستراتيجيات تعديل السلوك. وبشكل عام، توضع العمليات الجراحية فبي الاعتبار بعد التشخيص المناسب للسبب وتقييم خيارات العلاج غير التوغلية.
كما يتم استخدام بعض الأدوية، مثل غليكوبيرولات وسم البوتولينوم أ (حقن البوتوكس في الغدد اللعابية).

### الرعاية المنزلية
يتضمن الاعتناء بمشكلة سيلان اللعاب عند الأطفال الصغار أثناء التسنين العناية الجيدة بنظافة الفم، وقد يكون أكل المثلجات والأشياء الباردة مفيدا في تخفيف المشكلة، ولكن لابد من توفر العناية؛ لتجنب اختناق الأطفال عند استخدامهم لهذه الأشياء.
وينتشر سيلان اللعاب أيضا بين الأطفال الذي لديهم أمراض عصبية أو أولئك الذين يكون لديهم تأخر في النمو غير مشخص بعد. وقد يكون سبب سيلان اللعاب الزائد له علاقة:
1. قلة الوعي بطريقة حفظ اللعاب داخل الفم.
2. قلة البلع.
3. عدم البلع.
4. صعوبة البلع بسبب مرض انسدادي ( ورم أو تضيق).
5. صعوبة البلع بسبب مرض انتكاسي عصبي (التصلب الجانبي الضموري).

ويرتبط علاج سيلان اللعاب بالأسباب التالية:
1. زيادة الوعي بالفم ووظائفه
2. زيادة عدد مرات البلع
3. زيادة مهارات البلع
4. تقليل إنتاج اللعاب بواسطة الاستخدام الموضعي لمادة سم البوتولينيوم (أ).
5. التدخل الجراحي بإزالة الغدد اللعابية في الحالات الشديدة.

## التاريخ
تعتبر نظرية فرويد أن سيلان اللعاب يحدث عندما يكون الفرد في سبات عميق وعند أول ساعات الاستغراق في النوم، ولهذا السبب يعاني أولئك الذين يعانون من أمراض عصبية شديدة من سيلان اللعاب بشكل كبير أثناء القيلولة مقارنة بالنوم الليلي.
 وقد توسع نطاق معنى مصطلح سيلان اللعاب منذ ذلك الحين ليشمل أي رغبة شديدة لشخص في شيء ما، وكذلك المصطلحات المشتقة التي تشير إلى الإثارة الجنسية.